# Enrique Zertuche
Enrique Zertuche González fue un militar mexicano que participó en la Revolución Mexicana. 

## Inicios
Nació en Lampazos de Naranjo, Nuevo León, el 5 de julio de 1892, siendo el quinto hijo de Jesús María Zertuche y de Soledad González, y hermano del coronel Ernesto Zertuche. Hizo sus estudios primarios en el Instituto "Felipe Naranjo" de Lampazos, y posteriormente hizo estudios comerciales en la Academia "Ignacio Zaragoza", en Monterrey. Trabajó durante un tiempo en la Contaduría de Ingresos de Fletes de los Ferrocarriles Nacionales con sede en estación Buenavista de la Ciudad de México.

## Adhesión a la Revolución
En 1913 se hallaba en Laredo, Texas, en donde sus padres habían cambiado su residencia en busca de tranquilidad, cuando estalló la revolución contra el régimen de Huerta. Enrique, quien era simpatizante de la causa popular como toda la juventud lampacense de su tiempo, tuvo contacto con las primeras fuerzas revolucionarias que se acercaron al N.E. que toca la línea férrea Monterrey-Nuevo Laredo. 
Quedó incorporado a las filas constitucionalistas al mando del general Pablo González Garza, con quien hizo las campañas de Nuevo León, Coahuila y Tamaulipas. Durante el avance del Ejército Constitucionalista a la Capital de la República, Zertuche combatió a las órdenes del general Fortunato Zuazua en diversos lugares, especialmente en Ixtlahuaca, Toluca y Ocuila, todos en el Estado de México, lugar donde se estableció el cuartel general de la columna, y donde se combatió diariamente durante tres meses; en Michoacán, Nuevo León, Coahuila y Tamaulipas.
Enrique Zertuche llegó a ser jefe de Estado Mayor del general Zuazua cuando este tuvo a su cargo la jefatura de las armas en el puerto fronterizo de Ciudad Juárez y en otros puntos de importancia. A las órdenes de diversos jefes, Zertuche González tomó parte en diversas campañas y acciones de armas; bajo el mando directo del general Francisco Murguía asistió a las batallas de Celaya y Trinidad en el Estado de Guanajuato, y de Aguascalientes y Torreón contra el villismo, e hizo la campaña en Coahula y Chihuahua contra el llamado Bloque Renovador hasta extinguirlo en 1939. Obtuvo el grado de divisionario en 1959.
Retirado del ejército, Enrique Zertuche González murió el 12 de diciembre de 1975 en la Ciudad de México.